# Глизенти модель 1910
Глизенти модель 1910 — штатный самозарядный пистолет итальянской армии во время Первой мировой войны, а также пистолет частей второй линии во время Второй мировой войны. Первоначально сконструирован под патрон 7,65×22, позднее переделан под 9 мм, ставший стандартным. Фактически, являлся итальянским аналогом немецкого самозарядного пистолета Luger P-08 известного больше как "Парабеллум".

## Конструкция
Автоматика пистолета работает по принципу использования энергии отдачи ствола при коротком его ходе. После выстрела ствол и затвор отходят на небольшое расстояние. Затем ствол останавливается, а отделившийся от него затвор продолжает движение назад. По пути вперед он захватывает и досылает в патронник патрон и двигает ствол вперед. После этого из рамки выдвигается клин и казённая часть ствола запирается. Ударно-спусковой механизм только самовзводный для каждого выстрела, что даёт большое усилие на спуске и удлиняет его ход. Предохранитель выключается автоматически при обхвате рукоятки ладонью, с помощью подвижной передней стенки рукоятки. Пистолет имеет небольшую спусковую скобу и солидную рукоятку, наклоненную к оси ствола под углом 108 градусов. Винт спереди рамки удерживает пластину, закрывающую левую сторону рамки. Снятие этой пластины открывает доступ к механизму пистолета.

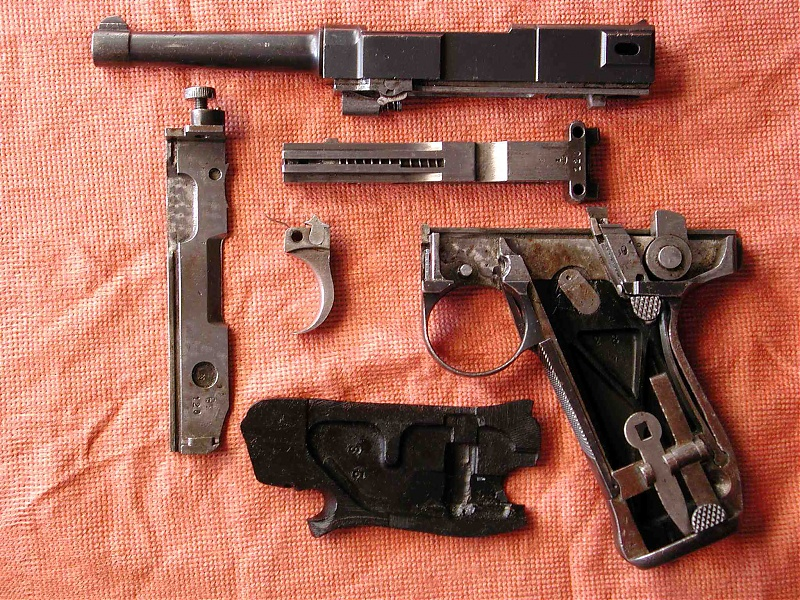